# تیم ملی اینلاین هاکی مردان ایران
تیم ملی اینلاین هاکی زیر نظر فدراسیون اسکیت ایران فعالیت و در رقابت‌های بین‌المللی نیز، شرکت می‌کند. این تیم یکی از قدرتمندترین تیم‌های آسیا به‌شمار می‌رود که تاکنون توانسته قهرمانی و نائب قهرمانی آسیا را کسب کند.
سرمربی تیم ملی اینلاین هاکی ایران (اسکیت هاکی) در حال حاضر کاوه صدقی است که در بهمن ماه ۱۳۹۴ از سوی فدراسیون اسکیت جمهوری اسلامی ایران به این سمت منصوب شد. این تیم در سال ۱۳۹۵ برای بار سوم به مسابقات جهانی این رشته اعزام شد که با دو پله صعود به جایگاه چهاردهمی جهان دست یافت.

## تاریخچه

### سال‌های نخست
رشته اسکیت برخلاف کشورهای دیگر که در ابتدا هاکی روی یخ مورد استقبال بوده و سپس رشته اسکیت هاکی (به عنوان فعالیتی در خارج از فصل مسابقات رسمی هاکی روی یخ، شکل گرفته است)، در ایران ابتدا ورزش اسکیت آغاز به کار نموده است. رشته اینلاین هاکی (اسکیت هاکی) در ایران ابتدا با کفش‌های کواد آغاز به کار کرده است و پس از گذشت چندین سال، طی سال‌های ۷۵ و ۷۶، کفش‌های اینلاین وارد بازار ایران شد و همزمان با آن رشته اینلاین هاکی شکل گرفت. پس از تأسیس فدراسیون اسکیت جمهوری اسلامی ایران در سال ۱۳۸۴، این رشته به صورت رسمی آغاز به فعالیت نمود و مسابقات قهرمانی کشور و لیگ‌های برتر و دسته یک نیز شکل گرفت. این رشته در سراسر کشور با استقبال روبرو شد و تیم‌های زیادی از استان‌های مختلف در این مسابقات رسمی شرکت نمودند.

### تیم ملی اینلاین هاکی ایران
تیم ملی اینلاین هاکی برای اولین بار در سال ۱۳۸۳ و پیش از تأسیس فدراسیون اسکیت و در زمانی که زیر نظر فدراسیون همگانی اداره می‌شد، به مسابقات آسیایی اعزام شدند و رتبه آخر این مسابقات را کسب نمودند. پس از آن در سال ۱۳۸۵ و پس از گذراندن تمرینات تخصصی، برای دومین بار به مسابقات آسیایی اعزام شدند که توانستند جایگاه سوم آسیا را کسب کنند. در سال ۱۳۸۷ این تیم برای اولین بار به مسابقات جام جهانی اینلاین هاکی در کشور آلمان اعزام و مقام شانزدهم را کسب نمود.

## حضور در تورنمنت‌ها

### مسابقات آسیایی
- ۲۰۰۴ - اولین حضور در مسابقات آسیایی - کسب رتبه آخر
- ۲۰۰۶ - مسابقات آسیایی هند - کسب عنوان سوم
- ۲۰۱۰- مسابقات آسیایی دالیان چین - کسب عنوان نائب قهرمانی آسیا
- ۲۰۱۲ - مسابقات آسیایی هی فی چین - کسب عنوان سوم
- ۲۰۱۴ - مسابقات آسیایی هاینینگ چین - کسب عنوان چهارم

### جام جهانی
- ۲۰۰۸ - اولین حضور -مسابقات جام جهانی دوسلدورف آلمان - کسب عنوان شانزدهم
- ۲۰۱۱ - مسابقات جام جهانی ایتالیا - کسب عنوان پانزدهم
- ۲۰۱۶ - مسابقات جام جهانی ایتالیا - کسب عنوان چهاردهم

### بین‌المللی روسیه
- ۲۰۲۳: یک تیم از ایران
- ۲۰۲۴: دو تیم از ایران

## افتخارات
- ۲۰۰۶ - سوم آسیا (هند)
- ۲۰۱۰ - نائب قهرمان آسیا (دالیان، چین)
- ۲۰۱۲ - سوم آسیا (هی فی، چین)
- ۲۰۱۶ - سوم آسیا (نانجینگ، چین)
- ۲۰۱۸ - قهرمان آسیا (نام وان، کره جنوبی)[۲][۳][۴]

## مربیان

### مربیان گذشته
آخرین به روزرسانی در تاریخ ۹ مرداد-۱۳۹۵
بر اساس داده‌هایی از فدراسیون جهانی اسکیت ROLLER SPORTS|FIRS] و فدراسیون اسکیت جمهوری اسلامی ایران
| #  | نام                  | ملیت  | سمت      | دوران | آسیایی | جهانی | افتخارات    |
| -- | -------------------- | ----- | -------- | ----- | ------ | ----- | ----------- |
| ۱  | احمد موحدی           | ایران | سرمربی   | ۲۰۰۵  | *      |       |             |
| ۲  | حسین امیدی           | ایران | مربی     | ۲۰۰۵  | *      |       |             |
| ۳  | احمد موحدی           | ایران | مربی     | ۲۰۰۷  | *      |       |             |
| ۴  | کاوه صدقی            | ایران | مربی     | ۲۰۰۸  |        | *     |             |
| ۵  | رامین عتیقه‌چی        | ایران | کمک مربی | ۲۰۰۸  |        | *     |             |
| ۶  | کاوه صدقی            | ایران | مربی     | ۲۰۱۰  | *      |       | دوم آسیا    |
| ۷  | محمدرضا مهدویان      | ایران | کمک مربی | ۲۰۱۰  | *      |       | دوم آسیا    |
| ۸  | کاوه صدقی            | ایران | مربی     | ۲۰۱۱  |        | *     |             |
| ۹  | رامین عتیقه چی       | ایران | کمک مربی | ۲۰۱۱  |        | *     |             |
| ۱۰ | محمدرضا مهدویان      | ایران | مربی     | ۲۰۱۲  | *      |       | سوم آسیا    |
| ۱۱ | مازیار قربانی        | ایران | مربی     | ۲۰۱۴  | *      |       | چهارم       |
| ۱۲ | ارسلان علیجانی منفرد | ایران | مربی     | ۲۰۱۴  | *      |       | چهارم       |
| ۱۳ | کاوه صدقی            | ایران | سرمربی   | ۲۰۱۶  |        | *     |             |
| ۱۴ | Crstian Muller       | آلمان | مربی     | ۲۰۱۶  |        | *     |             |
| ۱۵ | کاوه صدقی            | ایران | سرمربی   | ۲۰۱۶  | *      |       | سوم آسیا    |
| ۱۶ | Crstian Muller       | آلمان | مربی     | ۲۰۱۶  | *      |       | سوم آسیا    |
| ۱۷ | رامین عتیقه چی       | ایران | کمک مربی | ۲۰۱۶  | *      |       | سوم آسیا    |
| ۱۸ | کاوه صدقی            | ایران | سرمربی   | ۲۰۱۸  | *      |       | قهرمان آسیا |
| ۱۹ | Crstian Muller       | آلمان | مربی     | ۲۰۱۸  | *      |       | قهرمان آسیا |
| ۲۰ | فرزاد هوشیدری        | ایران | کمک مربی | ۲۰۱۸  | *      |       | قهرمان آسیا |

### تیم کنونی مربی‌گری
| جایگاه   | نام           |
| -------- | ------------- |
| سرمربی   | کاوه صدقی     |
| کمک مربی | فرزاد هوشیدری |